# 大龜明日香
大龜明日香（日语：／ Ōgame Asuka，1987年12月18日—），日本女性配音員、前職業麻雀士（2022年4月25日退出）。出身於廣島縣。Sigma Seven所屬。身高142cm。A型血。

## 簡歷
大龜明日香之所以想成為一名配音員，是因為當她看到配音員登台表演時，感受到了新鮮感和魅力，了解到了配音員職業的多樣性。高中時期，她未來的夢想一直是成為配音員，她一直在思考「我一定會成為一名配音員！」。那時，她還沒有學過配音或表演，因為對自己缺乏信心，她想稍微改變一下想法，心想「哦，也許我應該成為一名公務員」。然而，她堅信「如果我還沒有做任何事情，我就應該去做」，她開始學習並接受各種挑戰。
2007年，她在人文控股綜合學院就讀期間，通過了第2屆Sigma Seven公開選拔（同期的有西明日香、上舞、田丸篤志），並於2009年出道。由於她在出道作品《鋼殼都市雷吉歐斯》中飾演美神特林登，其相關網站舉辦了名為的出道應援計畫。
2012年4月，她離開出道以來一直所屬的Sigma Seven e，轉而隸屬於Sigma Seven。
2014年10月起作為日本職業麻雀聯盟職業雀士活動。
2020年3月21日，她在自己的Twitter上發表與岡本信彥結婚的消息。
2022年4月25日，退出日本職業麻將聯盟。

## 人物
她主要飾演少女的角色。在《純愛手札4》飾演女主角星川真希，並負責自2009年起由經濟產業省主辦的的主題曲。此外在《電波女&青春男》以的名義擔任片頭主題曲主唱，也積極參與音樂活動。
喜歡吃鰤魚。每當去壽司店必點。
她高中時期就讀的學校很特別，從比大龜小一屆的一年級開始實行男女同校，但她的班級都是女生，她享受著只有女生的學校生活的自由。最喜歡的課程是家政課，雖然本身不擅長做飯，但很喜歡和大家一起做蛋糕之類的東西，而且也喜歡縫紉，所以很認真地上課。相反的，雖然她喜歡看書，但不擅長計算，數學是她的弱項。老師很嚴格，而且她不太喜歡體育課，所以有點難。
高中時，她想嘗試各種社團活動，所以她加入了插花社、茶道社、廣播社、ESS社，但每個月都只活動一次。插花和茶道的時候她表現不錯，但在廣播社的時候，她開了女僕咖啡廳，而廣播的主要工作就是無接觸。她不認為自己在廣播社做了很多這樣的事情，而且她可能喜歡和社團的朋友一起出去玩。高2的時候，她因為想嘗試各種事情而加入了學生會，老師任命她為秘書，因為她會使用電腦。

## 演出
粗體字表示主要角色。

### 電視動畫
2009年
- 海物語 ～有你相伴～（美女蝦兵、妹妹、女子）
- 鋼殼都市雷吉歐斯（梅珍·多林丹）
- 天降之物（2009年—2010年，夢中天使〈代達羅斯〉、小雞、女性2、廣播）2系列[系列 1]
- 遊魂 -Kiss on my Deity-（園童、女學生、女）
- FAIRY TAIL（女子）
- WHITE ALBUM（女性粉絲）

2010年
- 守護貓娘緋鞠（莉茲麗特·L·查爾斯）
- kiss×sis（桐生三日月）
- K-ON!! 輕音部（一年級生）
- 青春CUP（田、明美、女學生、學生）
- 花丸幼稚園（大悟、莓花）

2011年
- 幸福光暈 ～hitotose～（藤井美園）
- 電波女&青春男（藤和艾莉歐）
- 向陽素描×SP（電視主播）
- BLEACH（女高中生、小孩）
- Rio RainbowGate！（陽陽）
- 蘿球社！（2011年—2013年，柿園五月）2系列[系列 2]

2012年
- 即興動畫研究所（日语：アドリブアニメ研究所）（大龜）
- 機動戰士鋼彈AGE（由諾婭·明日野、盧卡、維西迪安橋船員）
- 心連·情結（八重樫莉奈[16]）
- 其中1個是妹妹！（天導愛菜[17]）
- -Saki-系列（2012年—2014年，鶴田姬子、義鳩櫻子）2系列
- 寶石寵物 Kira☆Deco！（蜜瓜蓮娜、洛可）
- 惡魔高校D×D（小孩）
- 最強學生會長（有明二年）

2013年
- IS〈Infinite Stratos〉2（IS操縱者）
- 最強銀河 究極ZERO Battle Spirits（小孩）
- 爆漫王。3（田中美菅）
- Vividred Operation（一色桃[18]）
- 幻想玩偶（女忍者空[19]、巴吉爾、寧菲特、愛丁堡、女學生）
- 戀曲寫真（柚木梨奈[20]）
- 記錄的地平線（阿布雷塔）

2014年
- WIZARD BARRISTERS ～弁魔士賽希爾（亞紀）
- 星刻龍騎士（露卡·沙里寧）

2015年
- 幸腹塗鴉（森野麒麟[21]）

2016年
- 少女們向荒野進發（班長、田部沙耶香）
- 魔法使 光之美少女！（妖精[22]）

2017年
- 政宗君的復仇（2017年—2023年，早瀨千夏[23][24]）2系列[系列 3]

### 電影動畫
- 天降之物系列（2011年—2014年，代達羅斯、小雞[25]）2作品
- 劇場版 寶石寵物：甜品舞公主（2012年，蜜瓜蓮娜[26]）
- 加速世界 INFINITE BURST（2016年，鐵梨木之樹、檸檬女丑角）
- 謝謝你，在世界角落中找到我（2016年）

### OVA
- 純愛手札4 ORIGINAL ANIMATION  -起始的觀景窗-（2010年，星川真希）
- 寶貝公主 3D天堂0（2011年，朝日）
- 萌can change！（日语：萌えCanちぇんじ!）（2012年，莎拉莉[27]）
- 小鎮有你（2012年，學生、秋月涼風的女兒〈風夏〉）
- OVA的其中1個是妹妹！（2013年，天導愛菜）
- 解謎公主是名偵探（日语：ナゾトキ姫は名探偵）（2013年，大久保琴音）
- 黑色五葉草（2016年，蕾卡）
- 政宗君的復仇（2018年，早瀨千夏）[注 1]

### 遊戲
2009年
- 純愛手札4（星川真希）

2010年
- 密室的祭品（依托卡）

2011年
- 死亡盡頭（日语：デッドエンド Orchestral Manoeuvres in the Dead End）（格蕾特）
- 新娘夢工廠（日语：嫁コレ）（2011年—2013年，藤和艾莉歐、天導愛菜、大龜明日香〈本人〉[28]）

2012年
- 愛夏的鍊金工房 ～黃昏大地之鍊金術士～（娜娜卡·葛倫靛[29]）
- 如果和女孩同處密室…（日语：女の子と密室にいたら○○しちゃうかもしれない。）（伊藤香·利瑟薇塔·伊萬諾[30]）
- 如果和女家庭教師伊都香同處密室…（伊藤香·利瑟薇塔·伊萬諾[31]）
- 心連·情結 隨機預知（八重樫莉奈[32]）
- 新·劍與魔法與學園刻之學園（日语：新・剣と魔法と学園モノ。刻の学園）（蘿潔[33]）
- 戀曲寫真（柚木梨奈[34]）

2013年
- -Saki- 阿知賀篇 episode of side-A 攜帶版（鶴田姬子[35]）
- Vividred Operation -Hyper Intimate Power-（一色桃[36]）
- MIND≒0（神名雫[37]）
- 戀曲寫真 Kiss（柚木梨奈[38][39]）

2014年
- 碧藍幻想（2014年—2022年，莎拉[40]）
- 私立格里莫瓦魔法學園（日语：グリモア〜私立グリモワール魔法学園〜）（冷泉葵[41]）
- 巴哈姆特之怒（2014年—2015年，法姆、提亞[42]、莎拉）
- 電擊文庫 FIGHTING CLIMAX（藤和艾莉歐[43]）
- 幻影門戰姬（英格里德[44]）

2015年
- 偶像事變（鹿子木鈴[45]）
- 加強版 戀曲寫真 Kiss（柚木梨奈[46]）
- 問答RPG 魔法使與黑貓維茲（尊音·歌詠[47]）
- 咲-Saki- 全國篇（鶴田姬子[48]）
- 電擊文庫 FIGHTING CLIMAX IGNITION（藤和艾莉歐）
- 極限凸起 萌情水晶（日语：限界凸起 モエロクリスタル）（芬里爾[49]）
- 麻雀格鬥俱樂部（2015年—2016年，大龜明日香〈本人〉[注 2][50][51]）2作品[系列 4]

2016年
- 少女們向荒野進發（班長[52]）
- 白貓Project（尊音[53]）
- 女雀刑事（工藤亞由美[54]）
- 女神巡禮（日语：めがみめぐり）（伊斯許理度[55]）
- 闇影詩章（冰晶皇族蒂亞、 克里斯塔莉亞公主媞雅、冷酷暗殺者）

2017年
- 女高中生殭屍獵人（秋葉小百合[56]）
- 命運之子（緒林克絲[57]）

2018年
- 碧藍航線（馬拉尼）
- 十字架3（索菲）
- 電擊文庫：零境交錯（藤和艾莉歐[58]）[注 3]

2019年
- 惡魔72（2019年—2023年，馬爾提涅[59]）

2020年
- 閃耀幻想曲（森野麒麟[60]）
- 彈射世界（米爾米娜[61]）

2022年
- SEGA NET麻將 MJ（日语：セガNET麻雀 MJ）／Arcade（日语：セガNET麻雀 MJ Arcade）（鶴田姬子[62]）

2023年
- 蔚藍檔案（秋泉紅葉[63]）

### 智能手機
- （久藤留奈）
- 新娘夢工廠（日语：嫁コレ）聲優部

### 廣播劇CD
- 我的妹妹太××了睡不著CD（日语：眠れないCDシリーズ#俺の妹が××すぎて眠れないCD）（采羽[64]）
- 片翼迷宮 廣播劇CD ～穿越時空的修學旅行～（小栗都[65]）[注 4]
- kiss×sis 廣播劇CD Vol.1、2（桐生三日月）
- 小惡魔緹莉與救世主!?（日语：小悪魔ティーリと救世主!?）（愛麗絲[66]）
- 其中1個是妹妹！廣播劇CD 這個夏天有幾個回憶！（日语：この中に1人、妹がいる!のディスコグラフィ#ドラマCD）（天導愛菜）
- （蘇根川怜）
- SASRA3（鎮上女孩）
- 仁義VS堅氣2（彩花）
- 幸福光暈 ～hitotose～廣播劇CD （藤井美園的前輩）
- 我和條子的700天戰爭 Part.2、3（夕子）
- YUMEKURI（塔之澤杜鵑[67]）

### 外語配音

#### 電影
- 愛情避風港（萊克西·惠特利〈咪咪·柯克蘭〉）

### 電視節目
- GirlsNews（日语：GirlsNews）～聲優（2011年4月—2012年3月，Enter！371、PigooHD（日语：エンタ!371））主持人
- Club AT-X 下龜（日语：Club AT-X）（2012年1月—2015年3月15日）主持人（與下野紘共同）
- 大龜明日香的小龜做得到嗎!?（2012年4月—，PigooHD）
- 由那個人推薦&大公開！美食之旅開放式廚房·山形！（2012年12月16日，山形放送）旁白
- 有吉反省會（日语：有吉反省会）（2014年12月21日，日本電視台）反省人
- 下龜（2015年4月4日—）主持人（與下野紘共同）
- 女流雀士 職業麻將棋士No.1決定戦 天派女王（日语：女流雀士 プロアマNo.1決定戦 てんパイクイーン）（2016年—，朝視頻道）第1～6季出場

### 網路電視
- 總之先來杯生啤！（第三杯）（日语：とりあえず生中）（niconico直播：嘉賓演出）
- 告訴我吧！死亡盡頭電視（2011年，死亡盡頭（日语：デッドエンド Orchestral Manoeuvres in the Dead End）公式官網）
- 8922（挖掘人）（聲旬！Ustream：2012年—2013年）
- 電視動畫幸腹塗鴉PRESENTS MUNEYAKE（HiBiKi Radio Station：2014年12月26日—2015年4月3日）[68]
- （[69]）

### 廣播節目
- 治愈的酒吧若本季兹维（日语：癒されBar若本シーズンZwei）（網絡電台：2009年1月9日—2010年8月15日）
- A&G REQUEST DIGISTA（日语：A&G REQUEST デジスタ）（超！A&G+：2009年4月11日—2011年10月1日）
- Radio Dottoai 大龜明日香的龜CAM♪（日语：ラジオどっとあい）（BBQR、超！A&G+：2009年7月10日—10月2日）
- 與你一起的！純愛手札（音泉：2010年1月21日—7月22日）
- AniTama喫茶 三姊妹。（日语：アニたま喫茶 三姉妹。）（關西電台：2010年4月2日—2012年6月29日）
- 聲優V-Ste Grand Prix Girl 動畫GOE（日语：声優Vステグランプリガール アニメGOE）（大阪電台：2010年4月10日—2011年4月2日）
- 更多！與你一起的！純愛手札（音泉：2010年9月14日—2011年3月29日）
- 電波信件與青春電台（animateTV（日语：アニメイトタイムズ）：2011年4月7日—2011年6月16日）
- 萌can change！Radio Lab！（日语：萌えCanちぇんじ!#ラジオ）（animateTV：2011年11月9日—2012年7月4日）
- 大龜明日香&古木望的『小小公主』（MEN'S FASHION PLUS：2014年3月27日—9月19日）[70]

### 數位漫畫
- VOMIC MoMo
- VOMIC 愛說謊的莉莉（早乙女日向）
- UULA（日语：UULA） 蜜桃女孩（安達桃）
- Sho-Comi 2016年10號附錄 四月的你是閃耀的星星（日语：4月の君、スピカ。）（早乙女星）

### DVD
- 廣播中1個是妹妹!? 檔案DVD（2012年12月26日）

### 柏青哥、角子機
- 角子機 十字架3（2016年，索菲）
- 角子機 -Vividred Operation-（2017年，一色桃[71]）
- P咲 -Saki- 阿知賀篇 episode of side-A（2019年，鶴田姬子）
- PVividred Operation（2021年，一色桃[72]）
- PA SUPER電役NANASY（日语：ナナシー）SPECIAL（2021年，多西[73]）

### 電影
- -Saki- 阿知賀篇 episode of side-A（2018年，宇津木玉子）

### 廣告
- 月刊Dragon Age
- 漫畫4格KINGS Palette（日语：まんが4コマぱれっと）/漫畫Paretto Lite（日语：まんがぱれっとLite）

### 其它
- 東京動畫中心新聞 new（2009年3月號封面）
- （負責主題歌歌唱）
- 只有我知道這個世界是遊戲（2013年，列車[74]）[注 5]
- [75]（2013年，芙洛拉）
- 京太君（2017年6月30日，旁白）[76][注 6]

## 音樂作品

### 角色歌曲
| 發行日期 | 商品名稱                                         | 歌 | 樂曲                                           | 備註                                   |
| 2009年   | 2009年                                           | 2009年 | 2009年                                         | 2009年                                 |
| -------- | ------------------------------------------------ | --- | ---------------------------------------------- | -------------------------------------- |
| 4月1日   |                                                  | 梅珍·多林丹（大龜明日香） | 「」                                           | 電視動畫《鋼殼都市雷吉歐斯》片尾主題曲 |
| 12月13日 | 純愛手札4 Character Single BOX                   | 星川真希（大龜明日香） | 「Smiling」                                    | 遊戲《純愛手札4》相關歌曲              |
| 2010年   |                                                  | |                                                |                                        |
| 2月24日  |                                                  | [ 成員 1 ] | 「BEAM my BEAM」                               | 電視動畫《守護貓娘緋鞠》片尾主題曲     |
| 6月23日  | 無盡的吻                                         | 桐生三日月（大龜明日香） | 「」                                           | 電視動畫《kiss×sis》相關歌曲           |
| 2011年   |                                                  | |                                                |                                        |
| 4月27日  | Os-外星人                                        | ［藤和艾莉歐（大龜明日香）］ | 「Os-宇宙人」                                  | 電視動畫《電波女&青春男》片頭主題曲    |
| 4月27日  | Os-外星人                                        | ［藤和艾莉歐（大龜明日香）］ | 「」                                           | 電視動畫《電波女&青春男》相關歌曲      |
| 2012年   |                                                  | |                                                |                                        |
| 2月10日  | 戀曲寫真 原聲音樂                                | 柚木梨奈（大龜明日香） | 「」 「」                                      | 遊戲《戀曲寫真》劇中插入歌             |
| 6月27日  | 戀曲寫真 角色歌曲 Vol.7 柚木梨奈                 | 柚木梨奈（大龜明日香） | 「」 「」 「」                                 | 遊戲《戀曲寫真》相關歌曲               |
| 7月25日  | Heavenly Lover                                   | 鶴真心乃枝（石原夏織）、神凪雅（佐倉綾音）、國立凛香（竹達彩奈）、天導愛菜（大龜明日香）、嵯峨良芽依（日高里菜）                                | 「Heavenly Lover」                             | 電視動畫《其中1個是妹妹！》片尾主題曲  |
| 11月21日 | 其中1個是妹妹！角色歌曲 vol.5                    | 天導愛菜（大龜明日香） | 「Sweet Candy Panic！」 「」                   | 電視動畫《其中1個是妹妹！》相關歌曲    |
| 11月21日 | 其中1個是妹妹！角色歌曲 SPECIAL Disc             | 鶴真心乃枝（石原夏織）、神凪雅（佐倉綾音）、國立凛香（竹達彩奈）、天導愛菜（大龜明日香）、嵯峨良芽依（日高里菜）、寶生柚璃奈（小倉唯）          | 「Heavenly Lover -six colors of flower-」 「」 | 電視動畫《其中1個是妹妹！》相關歌曲    |
| 2013年   |                                                  | |                                                |                                        |
| 1月30日  | 其中1個是妹妹！ 錄音與新錄製角色歌曲CD5 天導愛菜 | 天導愛菜（大龜明日香） | 「Heavenly Lover」 「」                        | 電視動畫《其中1個是妹妹！》相關歌曲    |
| 3月27日  | 其中1個是妹妹！ OP&ED 角色混合歌曲CD             | StylipS、鶴真心乃枝（石原夏織）、神凪雅（佐倉綾音）、國立凛香（竹達彩奈）、天導愛菜（大龜明日香）、嵯峨良芽依（日高里菜）、寶生柚璃奈（小倉唯） | 「中妹 Non-Stop Remixed by エイプリルズ」      | 電視動畫《其中1個是妹妹！》相關歌曲    |
| 4月24日  |                                                  | [ 成員 2 ] | 「」                                           | 電視動畫《戀曲寫真》片尾主題曲         |
| 7月3日   | 戀曲寫真 角色歌曲專輯 THROUGH THE CAMERA         | 柚木梨奈（大龜明日香） | 「」                                           | 電視動畫《戀曲寫真》相關歌曲           |
| 2014年   |                                                  | |                                                |                                        |
| 5月14日  |                                                  | 阿妮亞（下田麻美）、露卡·沙里寧（大龜明日香）、潔西卡·瓦倫泰（花澤香菜）                                                                        | 「」                                           | 電視動畫《星刻龍騎士》片尾主題曲       |
| 10月8日  | 星刻龍騎士 BD&DVD第4卷特典CD                     | 露卡·沙里寧（大龜明日香） | 「妖精演舞」                                   | 電視動畫《星刻龍騎士》相關歌曲         |
| 2015年   |                                                  | |                                                |                                        |
| 2月25日  |                                                  | [ 成員 3 ] | 「」                                           | 電視動畫《幸腹塗鴉》片尾主題曲         |
| 2月25日  | 「」                                             | [ 成員 3 ] | 電視動畫《幸腹塗鴉》劇中插入歌                 |                                        |
| 2月25日  | 「」                                             | [ 成員 3 ] | 電視動畫《幸腹塗鴉》預告曲                     |                                        |
| 2016年   |                                                  | |                                                |                                        |
| 12月21日 | 女神巡禮                                         | （伊藤彩沙）、（尾崎由香）、（佐佐木未來）、（大塚紗英）、（今村彩夏）、（鈴木愛奈）、（上田麗奈）、（大龜明日香） 、（千菅春香）               | 「」                                           | 遊戲《女神巡禮》相關歌曲               |
| 2017年   |                                                  | |                                                |                                        |
| 6月28日  | 「女神巡禮」角色歌曲 LEVEL MAX／新世界創造       | （大龜明日香） | 「新世界創造」                                 | 遊戲《女神巡禮》相關歌曲               |
| 2021年   |                                                  | |                                                |                                        |
| 11月14日 | 惡魔72 -音樂精選輯-                              | 哈克（小山剛志）、馬爾提涅（大龜明日香） | 「筋肉Fire！」                                 | 遊戲《惡魔72》相關歌曲                 |
| 2024年   |                                                  | |                                                |                                        |
| 1月21日  | 清澈的藍天，萌芽的心                             | 霞（上菫）、紫（村上真夏）、紅葉（大龜明日香）、晴（貝原怜奈）、英美（松永茜）                                                                  | 「」                                           | 遊戲《蔚藍檔案》相關歌曲               |

### 其它參加樂曲
| 發行日期     | 商品名稱                 | 歌         | 樂曲                                                                                       | 備註 |
| ------------ | ------------------------ | ---------- | ------------------------------------------------------------------------------------------ | ---- |
| 2012年2月8日 | 新·百歌聲爛 女性聲優篇II | 大龜明日香 | 「Love Destiny」～ 「Sweet MASIC」～ 「」～ 「」～ 「」～ 「」～ 「」～ 「」～ 「」～ 「」 |      |

## 腳註

## 外部連結
- 大龜明日香｜Sigma Seven （日語）
- 大龜明日香 - 職業雀士公開資料，存于 （日語）—龍2（日语：ロン2）
- （日語）—大龜明日香的官方個人部落格。
- 大龜明日香的X（前Twitter） （日語）